# Глэдни, Дрю
Дрю Кертис Глэдни (англ. Dru Curtis Gladney, 3 ноября 1956, Помона, Калифорния — 17 марта 2022) — американский антрополог, профессор антропологии и президент Института Тихоокеанского бассейна в Помонском колледже. Глэдни автор четырёх книг и более 100 академических статей и глав в книгах по темам, охватывающим азиатский континент.

## Ранние годы
Глэдни родился и вырос в Помоне (штат Калифорния) и учился в Вестмонт-колледже. Он получил докторскую степень по социальной антропологии Вашингтонского университета в Сиэтле в 1987 году.

## Карьера и исследования
Глэдни сосредоточил свои исследования на этническом и культурном национализме в Азии, специализируясь на народах, политике и культурах Великого шёлкового пути и китайцах-мусульманах (или хуэй). Двукратный стипендиат Фулбрайта в Китае и Турции, он проводил долгосрочные полевые исследования в Западном Китае, Центральной Азии и Турции. Результаты его работы были представлены на CNN, BBC, Голосе Америки, National Public Radio, аль-Джазира, а также в Newsweek, Time, The Washington Post, International Herald Tribune, Los Angeles Times и газете The New York Times.
Книга Глэдни 2004 года «Перемещение Китая: мусульмане, меньшинства и другие второстепенные субъекты» была опубликована издательством Чикагского университета. Его книга издательства Harvard East Asian Monographs 149 1991 года называлась «Китайцы-мусульмане: этнический национализм в Народной Республике». Он является автором книги «Этническая идентичность в Китае: создание мусульманского меньшинства» (1998) и был редактором книги «Создание большинства: создание нации в Японии, Китае, Корее, Малайзии, Фиджи, Турции и США».
Глэдни пришёл в Помонский колледж в 2006 году в качестве профессора антропологии. Некоторое время он был президентом Института Тихоокеанского бассейна и заведующим кафедрой антропологии. Он занимал преподавательские должности и постдокторские стипендии в Гарвардском университете; Университете Южной Калифорнии; Королевском колледже Кембриджа, Институте перспективных исследований в Принстоне; Центре Восток-Запад, Гонолулу; и Гавайском университете в Маноа. Он был консультантом Фонда Сороса, Фонда Форда, Всемирного банка, Азиатского банка развития, Музея Гетти, Национальной академии наук США, Европейского центра по предотвращению конфликтов, Управления Верховного комиссара ООН по делам беженцев и ЮНЕСКО. Он работал в Консультативном совете Движения национального пробуждения Восточного Туркестана.

## Смерть
Глэдни умер 17 марта 2022 года в возрасте 65 лет.